# Amauta
Amauta is een geslacht van vlinders van de familie Castniidae, uit de onderfamilie Castniinae.

## Soorten
- A. ambatensis (Houlbert, 1917)
- A. cacica (Herrich-Schäffer, 1854)
- A. hodeei (Oberthür, 1881)
- A. papilionaris (Walker, 1865)